# Lev Gor'kov
Lev Petrovich Gor'kov (in russo Лев Петро́вич Горько́в) (Mosca, 14 giugno 1929 – Tallahassee, 28 dicembre 2016) è stato un fisico sovietico naturalizzato statunitense noto per le sue ricerche in fisica della materia condensata, in particolare nella teoria della superconduttività.

## Biografia
Gor'kov studiò all'Università statale di Mosca, e nel 1953 superò l'esame di ammissione (il cosiddetto minimo teorico) per poter svolgere il dottorato con Lev D. Landau presso l'Istituto Kapitsa di Problemi Fisici, dove nel 1956 ottenne il titolo con una tesi sull'elettrodinamica quantistica di particelle con spin intero.
Nei decenni successivi lavorò in vari istituti dell'Accademia delle scienze dell'Unione Sovietica: l'Istituto Semënov di chimica fisica, l'Istituto Landau di Fisica Teorica (del quale fu uno dei fondatori), oltre che al dipartimento di fisica teorica dell'Istituto di fisica e tecnologia di Mosca.
Nel 1992, meno di un anno dopo il crollo dell'Unione Sovietica, emigrò negli Stati Uniti all'età di 63 anni. Qui divenne professore di fisica presso l'Università statale della Florida, nonché membro dello staff del National High Magnetic Field Laboratory, a Tallahassee, pur mantenendo la sua affiliazione Accademia russa delle scienze e continuando a collaborare con l'Istituto Landau.
È noto soprattutto per il suo lavoro sulle fondamenta microscopiche della teoria di Ginzburg-Landau. Oltre che di superconduttività, si occupò anche di idrodinamica, fisica dei semiconduttori e meccanica statistica quantistica, e fu autore di un popolare libro sui metodi di teoria quantistica dei campi in fisica della materia condensata.

## Premi e riconoscimenti
- Premio Lenin nel 1966
- Medaglia d'oro Landau nel 1988

Lev Gor'kov era diventato membro corrispondente dell'Accademia delle scienze dell'URSS nel 1966, e membro a pieno titolo nel 1987, nonché membro della National Academy of Sciences nel 2005.